# Protaktinij
Protaktinij je kemični element, ki ima v periodnem sistemu simbol Pa in atomsko število 91.